# リチャード・ウッドヴィル (初代リヴァーズ伯爵)
初代リヴァーズ伯爵リチャード・ウッドヴィル（英: Richard Woodville（Wydeville）, 1st Earl Rivers KG、1405年 メードストン - 1469年8月12日 ケニルワース）は、イングランドの貴族。エドワード4世の王妃エリザベス・ウッドヴィルの父親として知られる。

## 生涯
ベッドフォード公ジョン・オブ・ランカスターの侍従であったサー・リチャード・ウッドヴィルとその妻ジョーン・ベドリスゲート（Joan Bedlisgate）の間の息子として生まれた。ベッドフォード公の死後まもなく、その未亡人ジャケット・ド・リュクサンブールと結婚した。1448年にヘンリー6世王によりリヴァーズ男爵に叙せられ、1450年にガーター騎士に列せられた。1459年には五港長官に就任した。1455年に薔薇戦争が始まると、最初はランカスター家を支持したが、その後ヨーク家支持に転じた。1464年に娘のエリザベスがヨーク派の王エドワード4世と結婚すると、1466年に国王の義父としてリヴァーズ伯爵の称号を授けられた。同年3月に大蔵卿、翌1467年に大司馬に就任した。
しかし新興のウッドヴィル家が外戚として急に権勢を得たことは、ウォリック伯を始めとする名門の封建諸侯たちの不興を買った。1468年にはウッドヴィル家の所領がウォリック伯の郎党によって略奪される事件が起きた。1469年7月26日にヨーク派がエッジコート・ムーアの戦いで敗北すると、リヴァーズ伯は息子ジョンとともに敵方の捕虜となってチェプストウに拘禁され、8月12日にジョンと一緒に斬首された。長男のアンソニーが伯爵位を相続した。

## 子女
ウッドヴィル伯爵夫妻の間には14人の子女があった。
- ルイス・ウッドヴィル（生没年不明、夭折）
- アンソニー・ウッドヴィル（1483年没） - 第2代リヴァーズ伯爵
- ジョン・ウッドヴィル（1469年没）
- ライオネル・ウッドヴィル（1484年没） - ソールズベリー司教
- エドワード・ウッドヴィル（1488年没）
- リチャード・ウッドヴィル（1491年没） - 第3代リヴァーズ伯爵
- エリザベス・ウッドヴィル（1492年没） - サー・ジョン・グレイ（英語版）と結婚、イングランド王エドワード4世と再婚
- アン・ウッドヴィル（1489年没） - バウチャー子爵ウィリアム・バウチャー[3]と結婚、第2代ケント伯ジョージ・グレイ（英語版）と再婚
- メアリー・ウッドヴィル（1481年没） - 第2代ペンブルック伯ウィリアム・ハーバートと結婚
- ジャケッタ・ウッドヴィル（1509年没） - 第8代ストレンジ男爵ジョン・ル・ストレンジと結婚
- マーサ・ウッドヴィル（1500年没） - サー・ジョン・ブロムリーと結婚
- エリナー・ウッドヴィル（1512年没） - サー・アンソニー・グレイ（初代ケント伯エドマンド・グレイの長男）と結婚
- マーガレット・ウッドヴィル（1490年没） - 第17代アランデル伯トマス・フィッツアランと結婚
- キャサリン・ウッドヴィル（1497年没） - 第2代バッキンガム公ヘンリー・スタフォードと結婚、初代ベッドフォード公ジャスパー・テューダーと再婚